# 井上和雄 (経済学者)
井上 和雄（いのうえ かずお、1939年4月28日 - ）は、日本の経済学者、音楽評論家,神戸商船大学名誉教授。
北海道生まれ。神戸大学大学院経済研究科博士課程中退。大阪府立大学教養部助手、同経済学部講師、神戸商船大学（現・神戸大学海事科学部）教授。1962年、中央公論社『モーツァルト大全』の懸賞論文に「読者のモーツァルト論」が入選。1987年『モーツァルト心の軌跡』でサントリー学芸賞受賞。2003年定年退官、名誉教授。自身で弦楽四重奏団を結成し、画も描く。

## 著書
- 『モーツァルト心の軌跡 弦楽四重奏が語るその生涯』音楽之友社 1987
- 『資本主義と人間らしさ アダム・スミスの場合』日本経済評論社 1988
- 『ベートーヴェン闘いの軌跡 弦楽四重奏が語るその生涯』音楽之友社, 1988
- 『ハイドンロマンの軌跡  弦楽四重奏が語るその生涯』音楽之友社, 1990
- 『ロンドン音楽紀行』神戸新聞総合出版センター, 1996
- 『さらばヘーゲル』日本経済評論社 2000
- 『シューベルトとシューマン　青春の軌跡』音楽之友社　2009